# Kretomino
Kretomino (tidigare tyska Krettmin) är en by i kommunen Gmina Manowo, inom Powiat koszaliński och Västpommerns vojvodskap, i nordvästra Polen. Byn ligger cirka 6 km nordväst om Manowo, 3 km sydost om Koszalin och 136 km nordost om regionens huvudstad Szczecin. Den ligger nära riksväg nr. 11, som förbinder Kołobrzeg och Bytom. Det finns en bussförbindelse mellen Kretomino och Koszalin (linje nr. 8).